# روابط اوکراین و مالزی
روابط اوکراین و مالزی (به انگلیسی: Malaysia–Ukraine relations) (مالایی: Hubungan Malaysia–Ukraine) روابط خارجی بین دو کشور مالزی و اوکراین می‌باشد. سفارت مالزی در کی‌یف بوده و سفارت اوکراین در کوالا لامپور می‌باشد.

## تاریخچه
روابط دیپلماتیک بین دو کشور در روز ۳ مارس ۱۹۹۲ برقرار گردید و مالزی جزو اولین کشورهایی بود که استقلال اوکراین را به رسمیت شناخت.